# Alliance nigérienne pour la démocratie et le progrès
L'Alliance nigérienne pour la démocratie et le progrès (abrégé ANDP-Zaman Lahiya) est un parti politique du Niger.

## Histoire
Le parti est fondé le 27 février 1992 par l'officier et homme politique, Moumouni Adamou Djermakoye. Le parti est né d'une scission avec le Mouvement national pour la société du développement (MNSD).

## Résultats

### Élections présidentielles
| Année     | Candidat                 | 1er tour | 1er tour | Résultat |
| Année     | Candidat                 | Voix     | %        | Résultat |
| --------- | ------------------------ | -------- | -------- | -------- |
| 2016      | Moussa Amadou Djermakoye | 129 954  | 3,94     | Battu    |
| 2020-2021 | Moussa Hassane Baraze    | 114 965  | 2,40     | Battu    |

### Élections législatives
| Année | Voix    | %    | Rang | Élus    | Gouvernement |
| ----- | ------- | ---- | ---- | ------- | ------------ |
| 2011  | 242 770 | 7,51 | 4e   | 8 / 113 | Rafini I     |
| 2016  | 141 031 | 2,96 | 8e   | 4 / 171 | Opposition   |
| 2020  | 115 815 | 2,46 | 9e   | 3 / 166 | Mahamadou    |